# ريكي غرينوالد
ريكي غرينوالد (بالإنجليزية: Ricky Greenwald)‏ هو عالم نفس أمريكي، ولد في 1950.